# Korçë (hạt)
Hạt Korçë (tiếng Albania: Qarku i Korçës) là một trong 12 hạt của Albania, nằm ở phía đông quốc gia này.  Hạt này gồm các huyện Devoll, Kolonjë, Korçë và Pogradec với tỉnh lỵ là Korçë.
Korçë giáp vùng Tây Nam Macedonia của Bắc Macedonia về phía đông và đông bắc, giáp các vùng Tây Makedonías và Ípeiros của Hy Lạp về phía đông nam. Ở Albania, hạt này giáp các hạt sau:
- Gjirokastër: tây nam
- Berat: tây
- Elbasan: tây bắc